# آبشار سگود هنرهید
آبشار سگود هنرهید (به انگلیسی: Sgwd Henrhyd) آبشاری است که در کشور ولز واقع شده‌است و بلندترین ریزشگاه آن ۲۷ متر ارتفاع دارد. حوضهٔ آبریز این آبشار، رود نانت للچ است.